# Hans Grundig
Hans Grunding (Dresda, 19 febbraio 1901 – Dresda, 11 settembre 1958) è stato un pittore e grafico tedesco legato al movimento della Nuova oggettività.

## Biografia
Nato e cresciuto a Dresda, Hans Grundig studiò alla scuola di arte e design della città dal 1915 al 1919 nella classe di Max Frey e poi nell'Accademia di Dresda dal 1922 al 1923 sotto la guida di Otto Gussmann e Otto Hettner. I suoi dipinti degli anni venti, spesso incentrati su figure della classe operaia, mostrano l'influenza dell'opera di Otto Dix. Nel 1930 diede la sua prima mostra a Dresda e tre anni più tardi cominciò a sperimentare con le incisioni.
Fervente antifascista, nel 1926 si unì al partito comunista tedesco e fu tra i fondatori dell'Associazione degli artisti rivoluzionari nel 1929. Dopo la caduta della Repubblica di Weimar, Grundig fu etichettato come artista degenerato dai nazisti, che esposero le sue opera nella mostra itinerante d'arte degenerata nel 1937. I suoi sentimenti aninazisti, spesso rappresentati nelle sue opere, gli attirarono le antipatie del regime e Grundig fu arrestato brevemente nel 1936 e poi ancora nel 1938; il suo secondo arresto lo portò alla detenzione nel campo di concentramento di Sachsenhausen dal 1940 al 1944.
Dopo aver trascorso un anno a Mosca, Grundig tornò a in Germania e divenne professore di pittura all'Accademia di Belle Arti di Dresda. Nel 1957 pubblicò le sue memorie, Zwischen Karneval und Aschermittwoch, e l'anno seguente fu insignito del Premio Heinrich Mann e del Premio nazionale della Repubblica Democratica Tedesca.